# 竹花梓
竹花 梓（たけはな あづさ、1976年4月9日 - 2012年12月9日）は日本のファッションモデル、女優。群馬県出身。
桜美林短期大学卒業。主にCM等のモデルとして日本だけでなくアジア各国で活動した他、女優として映画などに出演した。2007年6月に芸名を梓から竹花梓に変更した。
2012年12月9日に死去した。36歳没。

## 出演

### 映画
- DISTANCE（梓役／監督：是枝裕和) - 映画デビュー作[3]
- のんきな姉さん（華子役／監督：七里圭）
- 着信アリ（山下律子役／監督：三池崇史）
- ゆれる（モデル役／監督：西川美和）
- 「新訳 今昔物語」（「渚にて」　尼僧役）芸大映像研究科学生作品
- 東南角部屋二階の女（2008年9月20日公開、豊島涼子役／監督：池田千尋）[3]
- TOKYO!　（2008年　2番目の物語「メルド」ニュースキャスター役／監督：レオス・カラックス）
- Elephant Love（2009年　主人公の元妻　千恵役　監督：野原位）

### ドラマ
- プリズナー（2008年、WOWOW） - チャン 役

### CM
- ロート製薬『サンプレイ』
- TDK
- COMPAQ
- WOWOW『走る女』（2000年カンヌ国際広告祭・銀賞関口現）
- NTTドコモ 208シリーズ
- オリコカード ORICO CARD『剣道篇』』レオナルド・ディカプリオと試合をする役
- キリン ラガービール『明治野球篇』
- トヨタ デュエット
- 武田薬品『ハイシーCEタイム』
- P&G ウィスパーネオNEO『朝までガード』
- 小林製薬 チクナイン『どろっとした篇』
- 小田急ロマンスカー『映画のような旅篇』　チャップリンの宿泊した富士屋ホテルに泊まる若いカップル
- 台湾・韓国・中国のCMに多数出演